# Los Tárragas
Los Tárragas es una pedanía del municipio de San Pedro del Pinatar en la comunidad autónoma de Murcia en España. Se encuentra en el interior del municipio. Limita con el núcleo urbano y tres pedanías: Los Antolinos, Las Pachecas y Loma de arriba. Esta pedanía se encuentra junto a uno de los accesos al municipio desde la autopista AP-7/E-15.